# Międzynarodowy Festiwal Muzyki Organowej we Fromborku

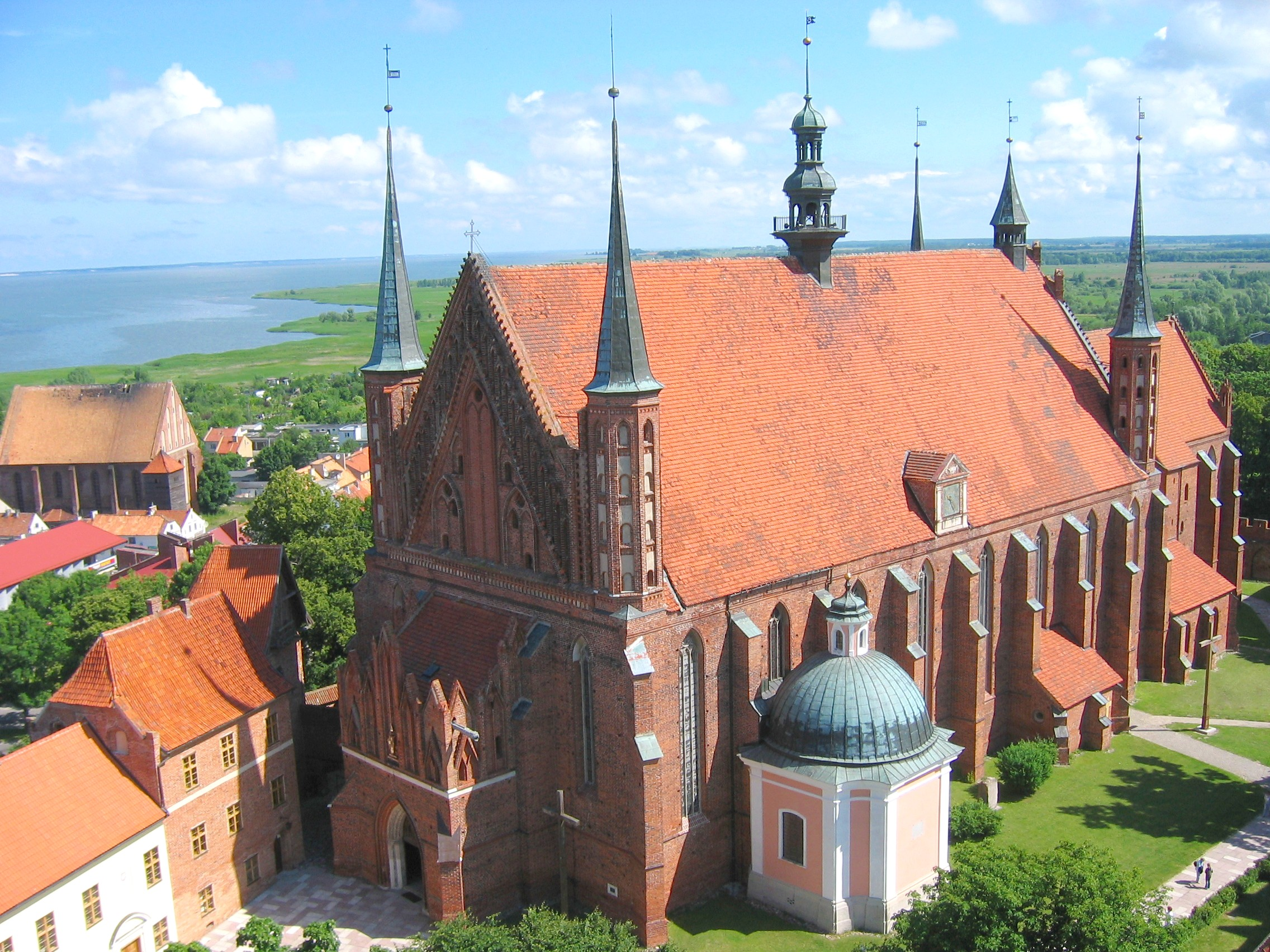
Bazylika archikatedralna Wniebowzięcia Najświętszej Maryi Panny i św. Andrzeja we Fromborku – miejsce festiwalu

Międzynarodowy Festiwal Muzyki Organowej we Fromborku – festiwal muzyki organowej odbywający się w bazylice archikatedralnej Wniebowzięcia Najświętszej Maryi Panny i św. Andrzeja we Fromborku, na organach zbudowanych w latach 1683–1684 przez Daniela Nitrowskiego z Gdańska, ufundowanych przez biskupa Michała Radziejowskiego.
Cykliczna impreza została zainaugurowana w 1967 i jest jedną z najstarszych tego typu w Europie. Inicjatorem festiwalu był profesor Akademii Muzycznej w Gdańsku Leon Bator oraz prof. Jan Jargoń. Początki festiwalu związane były z odrestaurowaniem, zniszczonych w czasie II wojny światowej, zabytkowych organów. Uczestnikami festiwalu są muzycy z Polski i zagranicy, których koncerty wzbogacone są występami solistów, chórów i instrumentalistów.
Organizatorami festiwalu są: parafia archikatedralna Wniebowzięcia Najświętszej Maryi Panny i św. Andrzeja Apostoła, Muzeum Mikołaja Kopernika, Muzeum Pomnika Historii Frombork Zespół Katedralny oraz miasto i gmina Frombork.